# Michael Russell
Michael Craig Russell (ur. 1 maja 1978 w Detroit) – amerykański tenisista.

## Kariera tenisowa
Karierę zawodową rozpoczął w roku 1998, a zakończył 8 września 2015 roku.
Na swoim koncie ma 14 wygranych turniejów z serii ATP Challenger Tour w grze pojedynczej. Wygrywał również rozgrywki rangi ITF Men's Circuit. Był finalistą 1 turnieju ATP World Tour w deblu.
W Wielkim Szlemie najlepszym wynikiem Russella jest 1/8 finału French Open z roku 2001. Pokonał wówczas Nicolasa Mahuta, Sergiego Bruguerę, Xaviera Malisse, a przegrał z późniejszym zwycięzcą rozgrywek (i obrońcą tytułu) Gustavo Kuertenem, nie wykorzystując prowadzenia 2:0 w setach i piłki meczowej; to po pojedynku z Russellem Kuerten wykonał znany gest, rysując rakietą na korcie serce i kładąc się w jego środku. Opinię gracza groźnego dla najlepszych, ale zaprzepaszczającego swoje szanse, Russell potwierdził w styczniu 2007 roku, ulegając Lleytonowi Hewittowi mimo prowadzenia 2:0 w setach w Australian Open.
Najwyżej sklasyfikowany w rankingu singlistów Russell był w połowie sierpnia 2007 roku na 60. miejscu. W przeciągu całej kariery jego zarobki przekroczyły 2 miliony dolarów amerykańskich.

### Zwycięstwa w turniejach ATP Challenger Tour

#### Gra pojedyncza (14)
| Nr  | Rok  | Turniej         | Nawierzchnia  | Przeciwnik w finale | Wynik finału     |
| 1.  | 2000 | Amarillo        | Twarda (hala) | Stefano Pescosolido | 7:5, 6:2         |
| 2.  | 2004 | Granby          | Twarda        | Davide Sanguinetti  | 6:3, 6:2         |
| 3.  | 2005 | Orlando         | Twarda        | Todd Widom          | 6:4, 6:2         |
| 4.  | 2006 | Bronx           | Twarda        | Paul Capdeville     | 6:0, 6:2         |
| 5.  | 2006 | Maui            | Twarda        | Sam Warburg         | 6:1, 6:0         |
| 6.  | 2007 | Numea           | Twarda        | David Guez          | 6:0, 6:1         |
| 7.  | 2007 | Waikoloa        | Twarda        | Jamie Baker         | 6:1, 7:5         |
| 8.  | 2007 | Joplin          | Twarda (hala) | Frédéric Niemeyer   | 6:4, 6:1         |
| 9.  | 2009 | Carson          | Ceglana       | Michael Yani        | 6:1, 6:1         |
| 10. | 2009 | Champaign       | Twarda (hala) | Taylor Dent         | 7:5, 6:4         |
| 11. | 2010 | Honolulu        | Twarda (hala) | Grega Žemlja        | 6:0, 6:3         |
| 12. | 2012 | Knoxville       | Twarda (hala) | Bobby Reynolds      | 6:3, 6:2         |
| 13. | 2013 | Manta           | Twarda        | Greg Jones          | 4:6, 6:0, 7:5    |
| 14. | 2013 | Charlottesville | Twarda (hala) | Peter Polansky      | 7:5, 2:6, 7:6(5) |

### Finały w turniejach ATP World Tour
| Legenda                                      |
| -------------------------------------------- |
| Wielki Szlem                                 |
| Igrzyska olimpijskie                         |
| Tennis Masters Cup / ATP Finals              |
| ATP Masters Series / ATP Tour Masters 1000   |
| ATP International Series Gold / ATP Tour 500 |
| ATP International Series / ATP Tour 250      |

#### Gra podwójna (0–1)
| Końcowy wynik | Nr | Data          | Turniej | Nawierzchnia | Partner        | Przeciwnicy                 | Wynik finału   |
| ------------- | -- | ------------- | ------- | ------------ | -------------- | --------------------------- | -------------- |
| Finalista     | 1. | 22 lipca 2012 | Atlanta | Twarda       | Xavier Malisse | Matthew Ebden Ryan Harrison | 3:6, 6:3, 6–10 |